# Primer federalismo cordobés
Se llama primer federalismo cordobés al período en que la provincia argentina de Córdoba logró por primera vez la autonomía frente al gobierno de Buenos Aires, representado en esa época por el Director Supremo de las Provincias Unidas del Río de la Plata. También lleva ese nombre el partido federal de esa provincia, durante un período algo más largo, desde la Revolución de Mayo de 1810 hasta la caída del Directorio en 1820.

## Formación de las ideas federales en Córdoba
La ciudad de Córdoba había sido, durante dos siglos, más importante que Buenos Aires. Capital de la gobernación del Tucumán, y más tarde de la Intendencia de Córdoba del Tucumán, era sede de la Universidad Nacional de Córdoba.
La fundación del Virreinato del Río de la Plata invirtió los roles, y Buenos Aires pasó a ser capital de un territorio que incluía a Córdoba. Incluso la Real Audiencia fue instalada en la capital del virreinato. Poco antes del inicio del siglo XIX, Buenos Aires ya tenía más población que Córdoba.
Pero los cordobeses no se habían resignado a ser subordinados de Buenos Aires, y mantuvieron una larga tradición de autonomía frente a Buenos Aires. Ésta pudo hacer eclosión al estallar la Revolución de Mayo, pero la derrota de los realistas dirigidos por Santiago de Liniers les obligó a actuar con cautela, ante las posibles acusaciones de ser contrarrevolucionarios.
De todos modos, varios dirigentes locales intentaron lograr una cierta autonomía local frente a Buenos Aires. Durante un corto tiempo, el Deán Funes logró ser uno de los dirigentes más importantes de la Junta Grande de gobierno.
Ni el primer Triunvirato, ni el segundo, ni el Directorio reconocieron prácticamente ningún derecho de autogobierno a las provincias. Muchos dirigentes cordobeses, sinceramente afectos a la Revolución, se fueron retrayendo de toda actuación pública. Una sorda oposición, dirigida por varios abogados, curas y militares había ido creciendo hacia la dominación directorial.

## El primer gobierno autonomista en Córdoba
La revolución federal dirigida por José Artigas en la Banda Oriental se había expandido desde 1814 en adelante sobre las provincias de Entre Ríos, Corrientes y Misiones. Transcurrido el primer año de la guerra entre Artigas y el Directorio, estallada en 1814, la victoria de Guayabos permitió a los federales dominar incontestadamente todas esas provincias.
Con apoyo del mismo Artigas, que se trasladó a Santa Fe, estalló en esa provincia una revolución que llevó al poder a los federales. Pocos días más tarde, a fines de marzo, Artigas envió una carta al gobernador de Córdoba, Francisco Ortiz de Ocampo. Le decía que había recibido a Juan Pablo Bulnes, enviado por los líderes federales de esa provincia a pedirle auxilio. A continuación decía que 

“es necesario de V. S. y las tropas que oprimen a ese pueblo le dejen en el pleno goce de sus derechos, retirándose a Buenos Aires en el preciso término de 24 horas. De lo contrario marcharán mis armas a esa ciudad, y experimentará V. S. los desastres de la guerra.”

No tenía intención ni posibilidades de hacer semejante campaña, pero la amenaza surtió efecto: el 29 de marzo renunciaba Ocampo y, en su lugar, el cabildo nombraba gobernador a José Javier Díaz. Este anunció a Artigas que era su aliado, y al gobierno nacional y las demás provincias que no se separaba de la obediencia del Director Supremo.
Si bien Díaz era un autonomista, nunca llegó a romper con el Directorio; envió sus diputados al Congreso de Tucumán, y no impidió de ninguna manera las comunicaciones a través de su provincia. Por otro lado, nunca se sometió a la autoridad política de Artigas. Eso lo salvó de los duros ataques que el Directorio lanzó contra Santa Fe, pero no de distintos intentos del gobierno central de deponerlo.

## Separación de La Rioja
La ciudad de La Rioja y su zona de influencia dependían de la provincia de Córdoba. Cuando el cabildo cordobés nombró gobernador a Díaz, los riojanos se quejaron de que no se los hubiera consultado.
El 24 de mayo de 1815, el cabildo riojano, asumiendo su autonomía local, eligió teniente de gobernador a Ramón Brizuela y Doria, hijo del teniente de gobernador nombrado por el Directorio. Díaz protestó por esa escisión de su provincia, pero el gobernador le respondió que, con el mismo derecho con que el cabildo cordobés lo había nombrado a él gobernador, el riojano había elegido su propio gobernador. La respuesta era impecablemente lógica. Debido a su debilidad militar, Díaz tuvo que aceptar los hechos consumados.
El gobierno de Brizuela y Doria se mantuvo sometido al gobierno central y en la línea política del Directorio, como que era un personaje muy rico, socialmente conservador. Incluso se negó a pagar los diezmos de la iglesia de su provincia al obispado de Córdoba.
Los líderes de las familias rivales de los Ocampo y Villafañe, desplazados del poder por los Brizuela y Doria, esperaron su oportunidad para atacarlo y, como era de esperar, se aliaron a los federales de Díaz. La oportunidad esperada se las dio el capitán José Caparrós, enviado a reunir voluntarios para el Ejército de los Andes. El 15 de abril de 1816, este oficial dirigió un motín de cuartel, a través del cual depuso a Brizuela y Doria y nombró en su reemplazo al general Francisco Ortiz de Ocampo. Este anunció que La Rioja volvía a pertenecer a Córdoba.
Pero el diputado por La Roja al Congreso de Tucumán, el cura Castro Barros, nombrado por Brizuela y Doria, convenció al Congreso de reponer a este en el gobierno. Para esa misión fue enviado el mayor Alejandro Heredia, del Ejército del Norte, que al frente de un regimiento repuso a don Ramón sin violencia pero con exhibiciones de poder. En un gesto generoso, envió a justificarse ante el Congreso de Tucumán a dos representantes del partido vencido; Castro Barros los obligó a retractarse y a condenar a su propio partido.
Apenas partió Heredia de regreso, Brizuela y Doria arrestó a todos los dirigentes federales. Díaz exigió su libertad y explicaciones por sus actos al gobernador riojano, ya que era nominalmente su superior. Pero este se apoyó en su influencia en el Congreso para rechazar su autoridad.
El 15 de julio, el director Pueyrredón solucionó los conflictos entre familias nombrando gobernador a Benito Martínez, un completo forastero, con lo que se aseguró la sumisión de la provincia.

## Caída del federalismo en Córdoba
En Córdoba, a principios de 1817, las posiciones moderadas comenzaron a prevalecer sobre el discurso de máxima presión contra el gobierno central. El mismo gobernador Díaz mantuvo muy buenas relaciones con el director Álvarez Thomas, y organizó las reuniones entre San Martín y Pueyrredón, a través de las cuales se plasmó la idea de organizar el Ejército de los Andes y liberar Perú a través de Chile.
Los diputados al Congreso de Tucumán se opusieron al traslado del mismo a Buenos Aires, votado por la mayoría. Incluso tres de ellos, Eduardo Pérez Bulnes, José Antonio Cabrera y Miguel Calixto del Corro, se negaron a trasladarse a la capital. Anticipaban que las provincias perderían la poca autonomía que habían logrado con la reunión en Tucumán. Uno de los diputados, sin embargo, Jerónimo Salguero, accedió a trasladarse a Buenos Aires, y Díaz adoptó esa misma posición, desautorizando a los otros tres. Se había abierto una división entre los federales de la provincia.
A pesar de ser un jefe federal, el gobernador cordobés Díaz rechazó el pedido de auxilio del gobierno de Santa Fe, para defenderse de la invasión porteña de Eustoquio Díaz Vélez, ya que había jurado obediencia al Congreso y al Directorio. Eso lo hizo enemistarse con los demás jefes federales.
El jefe de las milicias de la ciudad, Juan Pablo Bulnes, se sublevó contra Díaz. Pueyrredón aprovechó su debilitamiento para relevarlo del mando provincial; pero Díaz le contestó que había sido elegido por el cabildo, y sólo este lo podía deponer.  
Bulnes, por su lado, se dirigió hacia Santa Fe con algunas tropas; al saber que esa provincia había acordado el Pacto de Santo Tomé, regresó sobre la ciudad de Córdoba y atacó a los leales a Díaz, derrotándolos en las afueras de la ciudad. Díaz se retiró a su estancia, de donde salió para entregar el mando, en septiembre de 1816.

## La resistencia federal
Para reemplazar a Díaz, el director Supremo eligió a Ambrosio Funes, hermano del Deán Funes. Funes era el suegro de Bulnes, por lo que este lo reconoció como gobernador. Una semana más tarde, Funes arrestó a su yerno Bulnes.
En enero de 1817, Belgrano ordenó a Funes que le entregara a Bulnes; pero, debido al fusilamiento de Borges, este lo ayudó a escapar el 26 de enero de 1817. Rápidamente, Bulnes organizó una revolución y derrocó a su suegro con ayuda de Agustín Urtubey. Lo envió preso hacia Buenos Aires, junto al coronel Francisco Sayós, el doctor Manuel Antonio Castro y el Deán Funes. Pero fracasó en formar un gobierno, y un cabildo abierto eligió gobernador a Juan Andrés de Pueyrredón, hermano del Director Supremo.
Estando en camino, los Funes y sus compañeros de prisión consiguieron sublevar a sus guardias y regresar a la ciudad al frente de ellos. Bulnes y Urtubey, fracasados políticamente, decidieron no combatir y huyeron hacia Santa Fe, pasando más tarde a la Banda Oriental, donde secundaron a Artigas. El 12 de marzo de 1817 asumió como gobernador Manuel Antonio Castro, salteño, nombrado por Pueyrredón.
Pero aún quedaban los hombres que había reunido Bulnes; estos se dispersaron por el este de la provincia, llevando las ideas federales que rápidamente prendieron en la población. Desde mediados del año 1817, los comandantes José Antonio Guevara, de El Tío, y Felipe Álvarez, de Fraile Muerto, al frente de sus montoneras, tuvieron en jaque a las fuerzas directoriales en toda esa región.
Esto motivó el envío de otras dos divisiones del Ejército del Norte, al mando de los coroneles Arenales y Juan Bautista Bustos. El primero asumió como comandante de campaña de la provincia, mientras el segundo mantenía a su disciplinado Regimiento de Infantería Nro. 2 en operaciones. Pero en esa región las montoneras no parecía que pudieran hacer mucho daño.
Afirmado de este modo el régimen directorial en Córdoba, el 15 de diciembre de 1817 el cabildo de La Rioja anunciaba que se ponía nuevamente bajo la autoridad del gobernador de Córdoba. Salvo las esporádicas apariciones de las montoneras federales, Córdoba había vuelto a su normalidad, es decir, a la sumisión al Directorio.
No obstante, las montoneras en el este y sudeste de Córdoba siguieron haciendo apariciones esporádicas. La crueldad con que eran tratados los montoneros capturados no las aquietó: durante más de dos años siguieron atacando esporádicamente las posiciones del ejército directorial, uniendo a sus fuerzas a los desertores de este. Incluso poco antes del motín de Arequito, en enero de 1820, hubo ataque de los caudillos del sur y del este de la provincia en Cruz Alta y El Tío.

## La herencia
Los federales apoyaron la rebelión del Ejército del Norte en Arequito, y recibieron en triunfo al mismo a su entrada en Córdoba. El Cabildo local eligió gobernador interino a José Javier Díaz. Pero el jefe del Ejército, general Juan Bautista Bustos, cordobés de origen, aprovechó las divisiones internas en el federalismo cordobés para formarse rápidamente un partido propio.
Con el apoyo de algunos antiguos partidarios del Directorio, se hizo elegir gobernador titular, cargo que ejercería durante los siguientes nueve años. Durante el mismo tuvo el apoyo de Bulnes y de sus aliados y, con el tiempo, el mismo Díaz se uniría a sus filas. Pero otros dirigentes federales de la primera hora se sintieron desplazados y se pasaron a la oposición.
La mayor parte de estos últimos apoyarían la invasión del general Paz en 1829, y apoyarían su gobierno; aún a sabiendas de que este abrigaba sentimientos netamente unitarios. El más destacado de estos sería el ministro José Isasa, pero también figuraron en esa lista Del Corro, Faustino Allende, Roque Savid, Juan Antonio Saráchaga, José Gregorio Baigorrí, Pérez Bulnes y otros.